# Allumette (album)
Pour les articles homonymes, voir Allumette (homonymie).
Albums de Alain Meilland
1978 : Le Dissident (single) 1985 : Allumette (single)
Allumette est un album reprenant les chansons écrites par Alain Meilland, Michel Grange et Robert Angé pour la comédie musicale Allumette, une "version rock de La Petite Fille aux allumettes d'Andersen. Ce spectacle créé du 3 au 11 mars 1983 au Théâtre de l'Ouest Lyonnais et repris du 5 au 7 avril 1983 a fait l'objet de l'édition de cet album 33t puis du single "Allumette".

## Chant
- Robert Angé
- Michèle Bauerle
- Aline Chertier
- Michel Grange
- Christian Mazzuchini
- Alain Meilland

## Arrangements
- Café Désert

## Musiciens
- Le groupe Café Désert composé de :
  - Robert Angé (guitare-chant)
  - Pierre Bernon (piano-guitare-chant)
  - Patrick Bidolet (batterie)
  - Pierre Saupin (basse-chant)
- ainsi que de :
  - Dominique Soulat  (saxophone pour le titre "Bye Bye Allumette")
  - Marie-France Soudry - Annie Authier - Odile Voisin de la Chorale du Centre Régional de la Chanson de Bourges

## Fiche technique
- Enregistré en octobre 1983
- Au studio 16/18 du Centre Régional de la Chanson de Bourges
- Pochette : 
  - recto - verso : dessin d'Alain David
  - intérieur : Dessins de Bernard Capo
- Prise de son : Philippe Tourancheau
- Mixage : Robert Angé et Philippe Tourancheau
- Réalisation et direction artistique : Robert Angé
- Édité par : RCA

9, avenue Matignon 75008 Paris.
- Production : Écoute s'il pleut

110, rue du Faubourg St Antoine 75011 Paris.
- Distribution : RCA

9, avenue Matignon 75008 Paris.
- Référence : disque 33 T . stéréo N° PL 70189.

## Face 1
1. Allumette Story (Michel Grange - Robert Angé) 2 min 35 s - interprétation : Aline Chertier
2. Banana Kid- Chanson du racket (Michel Grange - Alain Meilland - Robert Angé) 2 min 29 s - interprétation : Christian Mazzuchini
3. Le rock de mamybylette (Alain Meilland - Robert Angé) 2 min 31 s - interprétation : Michèle Bauerle
4. Le Reggae du Père Noël (Alain Meilland - Robert Angé) 3 min 57 s - interprétation : Robert Angé
5. Le Père La Cuite (Michel Grange - Robert Angé) 3 min 40 s - interprétation : Alain Meilland
6. Magic Man (Michel Grange - Robert Angé) 3 min 27 s - interprétation : Michel Grange

## Face 2
1. Les lardons d'la camelotte (Alain Meilland - Robert Angé) 2 min 34 s - interprétation : Michel Grange
2. Médica quoi ? (Alain Meilland - Robert Angé) 3 min 41 s - interprétation : Alain Meilland
3. Nos petites vies à nous (Alain Meilland - Robert Angé) 4 min 14 s - interprétation : Aline Chertier
4. Duo de la mobylette (Alain Meilland - Robert Angé) 3 min 29 s - interprétation : instrumental Café Désert
5. Bye Bye Allumette (Michel Grange - Robert Angé) 3 min 26 s - interprétation : ensemble de la troupe